# Рут, Яков Иванович
Яков Иванович Рут (1808 — после 1864) — чиновник Особой канцелярии Министерства иностранных дел; действительный статский советник

## Биография
Родился в 1808 году.
Получил учёную степень кандидата богословия; был допущен по найму с 30 сентября 1833 года к исправлению должности помощника библиотекаря Санкт-Петербургского университета, а 22 января 1836 года был назначен исправляющим должность библиотекаря университета. После того, как 4 октября 1840 года, по Высочайшему повелению, был принят в Российское Финляндское подданство, по представлению Министра народного просвещения 7 января 1841 года был утверждён в должности библиотекаря. В том же году он выдержал экзамены на юридическом факультете Петербургского университета и получил степень кандидата прав и 22 августа перешёл на службу в Министерство иностранных дел — чиновником 2-й Экспедиции Департамента внешних сношений. В 1846 году, при наименовании Департамента Особой канцелярией МИД, был оставлен при ней; причём по словам Плетнёва, ведал дипломатическими шифрами и в 1847 году проживал в Гельсингфорсе, о чём упоминал Я. К. Грот в письме к Плетнёву от 16 июня.
В 1850 году был отправлен дипломатическим курьером из Санкт-Петербурга в Стокгольм. С 1 января 1854 года был помощником управляющего Второй Экспедицией Особой канцелярии Министерства иностранных дел; а в 1864 году, уже в чине действительного статского советника, был старшим чиновником при этой канцелярии.
Известность ему принесла публикация в 1840 году книги «Руководство к изучению испанского языка: В 4 отд-ниях» (СПб.: в Тип. X. Гинце,, 1840).